# Euphorbia neohumbertii
Euphorbia neohumbertii är en törelväxtart som beskrevs av Pierre Boiteau. Euphorbia neohumbertii ingår i släktet törlar, och familjen törelväxter. IUCN kategoriserar arten globalt som starkt hotad. Inga underarter finns listade i Catalogue of Life.

## Bildgalleri

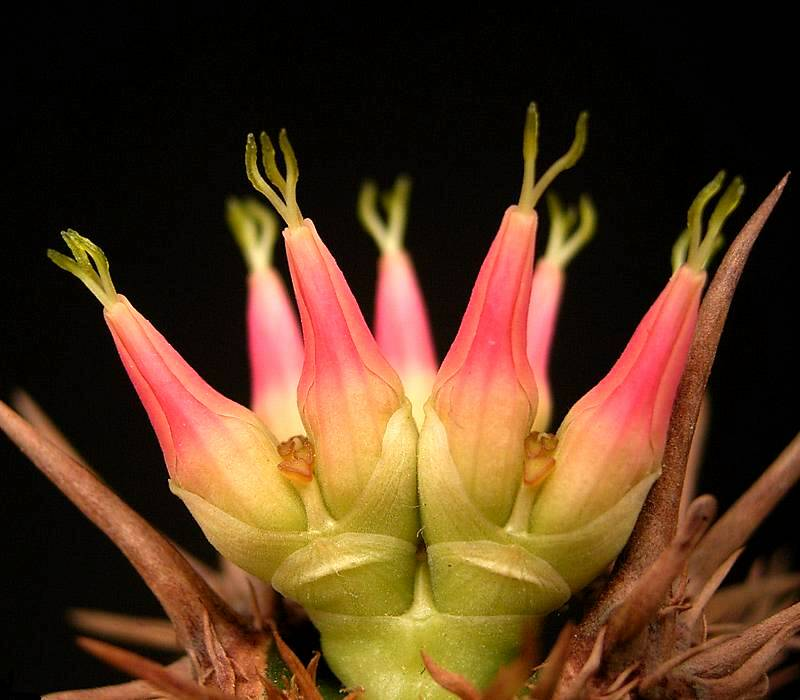